# Narkotikarazzia
Narkotikarazzia (franska: Razzia sur la chnouf) är en fransk kriminalfilm från 1955 i regi av Gilles Grangier.
Filmen bygger på Auguste Le Bretons roman Razzia sur la chnouf.

## Rollista i urval
- Jean Gabin - Henri "le Nantais" Ferré
- Marcel Dalio - Paul Liski
- Lino Ventura - Roger "le Catalan"
- Albert Rémy - Bibi
- Pierre Louis - inspektör LeRoux
- Roland Armontel - Louis Birot
- Jacqueline Porel - Solange Birot
- Michel Jourdan - Marcel
- François Patrice - Jo
- Magali Noël - Lisette
- Lila Kedrova - Léa
- Françoise Spira - Yvonne